# Aeronautes
Aeronautes és un gènere d'ocells de la família dels apòdids. Pertanyen al grup d'ocells comunament anomenats falciots. Generalment habiten als terrenys oberts del Nou Món, des de la Colúmbia Britànica fins a l'oest de l'Argentina.

## Taxonomia
Segons la Classificació del Congrés Ornitològic Internacional (versió 3.3, 2013) aquest gènere està format per tres espècies:
- falciot andí (Aeronautes andecolus).
- falciot muntanyenc (Aeronautes montivagus).
- falciot gorjablanc (Aeronautes saxatalis).